# Stellifer ericymba
Stellifer ericymba és una espècie de peix de la família dels esciènids i de l'ordre dels perciformes.

## Morfologia
- Els mascles poden assolir 15 cm de longitud total.[4][5]

## Alimentació
Menja principalment zooplàncton.

## Hàbitat
És un peix marí, de clima tropical i demersal que viu fins als 30 m de fondària.

## Distribució geogràfica
Es troba al Pacífic oriental: des de Mèxic fins al Perú.

## Observacions
És inofensiu per als humans.